# 第一次廣治戰役
第一次廣治戰役，（越南语：／，（廣）治（承）天各取一字）是越南戰爭後期的一場戰鬥，北越在1972年3月30日至5月1日，越南人民軍及越共對南越展開的復活節攻勢其中一場戰鬥。
最終廣治省失守，其後南越第1軍區司令吳光長將軍在6月28日才對廣治省進行反擊。
南越第3步兵師師長武文佳亦在廣治省失守後被南越總統阮文紹以作戰不力為理由撤職。

## 外部連結
- Youtube - 第一次廣治戰役
- Battle for Dong Ha
- Vietnamization: A Policy Under the Gun （页面存档备份，存于）
- Hanoi's High-Risk Drive for Victory （页面存档备份，存于）
- Surrender at Camp Carroll
- RIPLEY AT THE BRIDGE:DONG HA, SOUTH VIETNAM